# Reindlweiher
Der Reindlweiher ist ein Gewässer in Penzberg. Er entwässert in einen Graben östlich Richtung Loisach, der sich im weiteren Verlauf mit dem Brünnlesbach vereint.
Dem Weiher kommt eine Rolle beim Hochwasserschutz zu. Am Reindlweiher finden sich Biber.

## Geschichte
Der heutige Reindlweiher wurde um 1803 größerer Reindlweiher genannt. Damals war er eines der Fischwasser des Münchner Angerklosters, die an das kurfürstliche Obersthofmarschallamt verkauft wurden, ebenso wie der Hubersee, "Salaweiher", Stocksee, "langer See" und Kirnberger Weiher.
Der später entfallene Namenszusatz wurde offensichtlich gewählt zur Unterscheidung von dem damaligen weiter westlich gelegenen und inzwischen trockengefallenen zweiten Weiher im Oberlauf des durchlaufenden namenlosen Wassergrabens.